# Solène Butruille
Solène Butruille (ur. 2 listopada 1997 w Nicei) – francuska florecistka, dwukrotna medalistka mistrzostw świata.
Podczas mistrzostw świata w Kairze w 2022 roku Francuzki w składzie: Anita Blaze, Solène Butruille, Pauline Ranvier i Ysaora Thibus zdobyły brązowy medal w zawodach drużynowych. W tej samej konkurencji była także druga na mistrzostwach świata w Mediolanie w 2023 roku.
Drużynowo zdobyła też srebrne medale na mistrzostwach Europy w Düsseldorfie (2019) i mistrzostwach Europy w Antalyi (2022).